# Astragalus amphioxys
Astragalus amphioxys es una  especie de planta herbácea perteneciente a la familia de las leguminosas. Es originaria de Norteamérica.

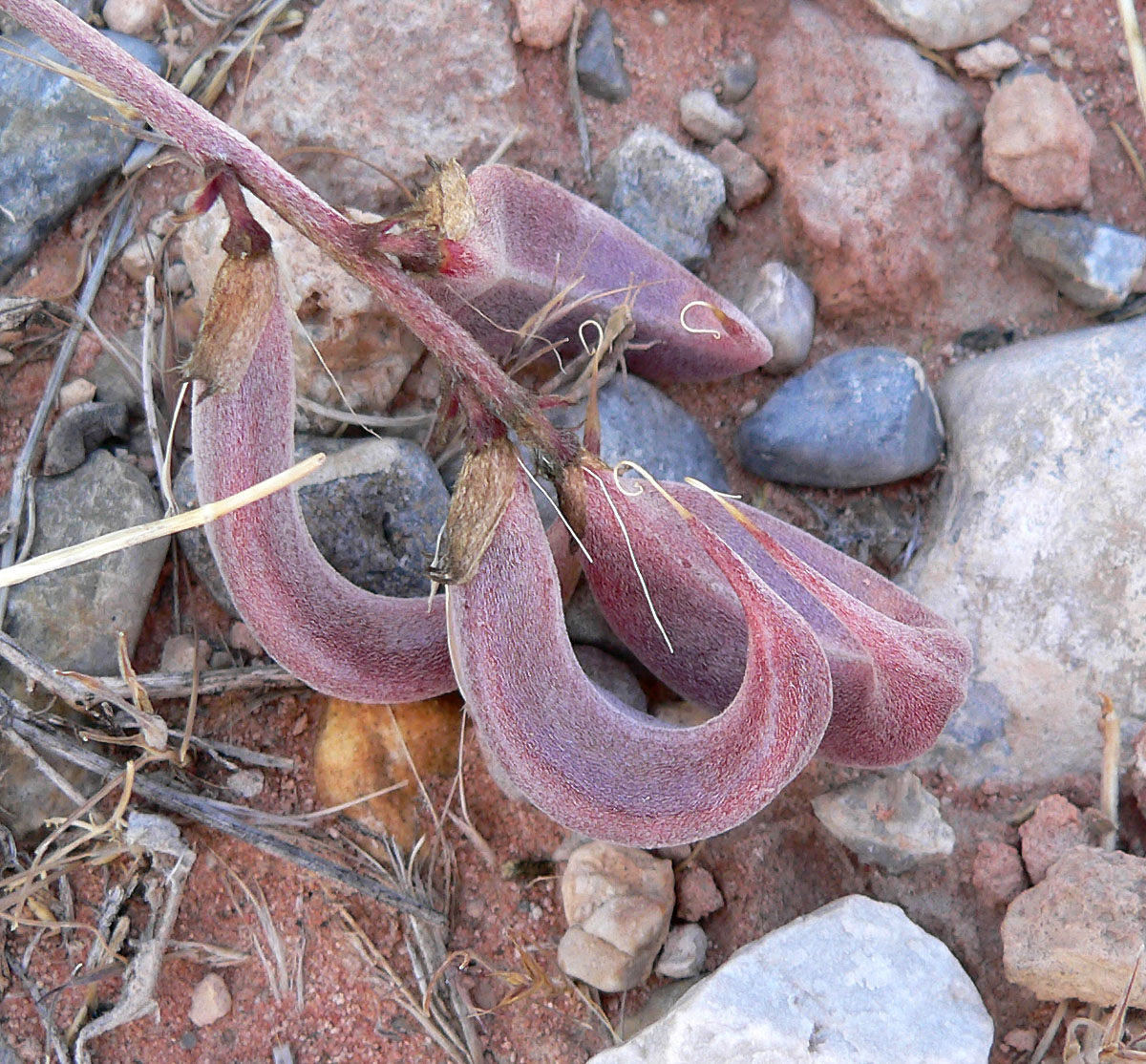
Frutos

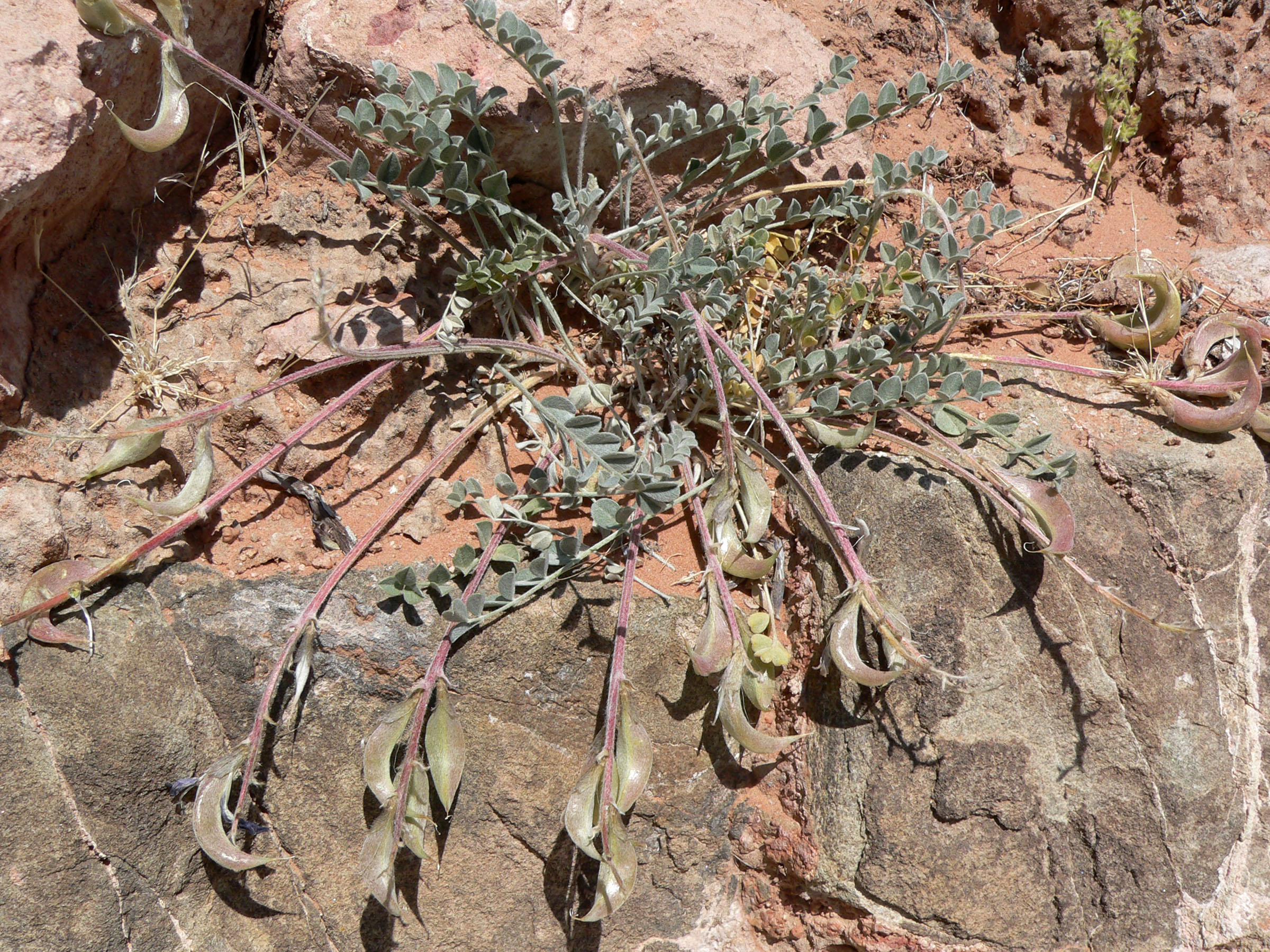
En su hábitat

## Descripción
Esta planta tiene hojas compuestas cubiertas de pelos que le da un color gris-verde o glauco. La hojas son imparipinnadas, tienen de 7 a 21 folíolos ovales de 3 a 20 mm de longitud. Toda la planta mide entre 5 y 25 cm de altura. Las flores son de color rosa, rojo o púrpura, y vienen en racimos cortos. Cada  flor mide de 2 a 2,5 cm de largo, la corola se compone de cinco pétalos: un pétalo superior, al lado dos y dos articulaciones inferiores en forma de la proa de un barco. Los frutos son vainas cónicas.

## Distribución
Es una planta herbácea perennifolia que se encuentra en México y Estados Unidos en Colorado, Nevada, Nuevo México y Utah.

## Taxonomía
Astragalus amphioxys fue descrita por Asa Gray y publicado en Proceedings of the American Academy of Arts and Sciences 13: 366–367. 1878.
Etimología
Astragalus: nombre genérico derivado del griego clásico άστράγαλος y luego del latín astrăgălus aplicado ya en la antigüedad, entre otras cosas, a algunas plantas de la familia Fabaceae, debido a la forma cúbica de sus semillas parecidas a un hueso del pie.
amphioxys: epíteto latino que significa "afilado por ambos lados".
Sinonimia
- Astragalus amphioxys var. melanocalyx (Rydb.) Tiderstr.
- Astragalus amphioxys var. typicus Barneby
- Astragalus crescenticarpus E.Sheld.
- Astragalus marcusjonesii Munz
- Astragalus selenaeus Greene
- Astragalus shortianus var. minor A.Gray
- Xylophacos amphioxys (A. Gray) Rydb.1, 2
- Xylophacos aragalloides Rydb.
- Xylophacos melanocalyx Rydb.